# Scleronotus flavosparsus
Scleronotus flavosparsus là một loài bọ cánh cứng trong họ Cerambycidae.